# Ceratoserolis meridionalis
Ceratoserolis meridionalis är en kräftdjursart som först beskrevs av Vanhoeffen 1914.  Ceratoserolis meridionalis ingår i släktet Ceratoserolis och familjen Serolidae. Inga underarter finns listade i Catalogue of Life.